# Сокольский район (Нижегородская область)
Соко́льский район — административно-территориальное образование (район) в Нижегородской области России. В его границах в рамках организации местного самоуправления существует городско́й о́круг Соко́льский (с 2004 до 2014 года — муниципальный район).
Административный центр — рабочий посёлок Сокольское.

## Расположение района
Сокольский район расположен на левом берегу реки Волги на Унженской низменности в лесной зоне. Районный центр — посёлок Сокольское. Удаленность от областного центра составляет 104 км (по прямой) и 138 км (по автодороге). Район граничит на севере с Макарьевским районом Костромской области, на юге с Городецким районом Нижегородской области, на востоке с Ковернинским, на западе омывается водами Горьковского водохранилища (граница с Ивановской областью).
Площадь района — 1981,44 км².

## История основания района
В Российской империи Сокольская волость входила в состав Костромской губернии. В 1917 году волость передали из Макарьевского уезда в Ковернинский уезд, а в 1922 году — в Юрьевецкий уезд. С января 1929 года (вместе с губернией) волость вошла в состав Иваново-Вознесенской области, переименованной в марте 1929 года в Ивановскую промышленную область. С апреля 1929 года — в составе Костромского округа Ивановской Промышленной области. 25 января 1935 года в Ивановской промышленной области был образован Сокольский район. С 1936 года он в составе Ивановской области. Однако после заполнения Горьковского водохранилища связь с областным центром стала труднодоступной: в большинстве случаев до него приходилось ехать на автотранспорте через Городец. Поэтому местное население добивалось присоединения района к Горьковской, а затем к Нижегородской области.
С 1994 года район на основании постановления Совета Федерации № 38-1 СФ от 3 февраля 1994 года «Об утверждении изменений границы между Ивановской и Нижегородской областями» входит в состав Нижегородской области.

## Население
Район
| 1959    | 1970    | 1979    | 1989    | 2002    | 2008    | 2009    | 2010    | 2011    |
| ------- | ------- | ------- | ------- | ------- | ------- | ------- | ------- | ------- |
| 31 905  | ↘26 370 | ↘21 286 | ↘19 559 | ↘16 137 | ↘14 766 | ↘14 567 | ↘14 139 | ↘14 045 |
| 2012    | 2013    | 2014    | 2015    | 2016    | 2017    | 2018    | 2019    | 2020    |
| ↘13 894 | ↘13 705 | ↘13 526 | ↘13 341 | ↘13 213 | ↘13 136 | ↘13 019 | ↘12 834 | ↘12 719 |
| 2021    |         |         |         |         |         |         |         |         |
| ↘11 059 |         |         |         |         |         |         |         |         |

Городской округ
| 1959    | 1970    | 1979    | 1989    | 2002    | 2008    | 2009    | 2010    | 2011    |
| ------- | ------- | ------- | ------- | ------- | ------- | ------- | ------- | ------- |
| 31 905  | ↘26 370 | ↘21 286 | ↘19 559 | ↘16 137 | ↘14 766 | ↘14 567 | ↘14 139 | ↘14 045 |
| 2012    | 2013    | 2014    | 2015    | 2016    | 2017    | 2018    | 2019    | 2020    |
| ↘13 894 | ↘13 705 | ↘13 526 | ↘13 341 | ↘13 213 | ↘13 136 | ↘13 019 | ↘12 834 | ↘12 719 |
| 2021    |         |         |         |         |         |         |         |         |
| ↘11 059 |         |         |         |         |         |         |         |         |

### Урбанизация
Городское население (рабочий посёлок Сокольское) составляет  53,56 % от всего населения района.

## Административно-территориальное устройство
В Сокольский район, в рамках административно-территориального устройства области, входят 4 административно-территориальных образования, в том числе 1 рабочий посёлок и 3 сельсовета.
| № | Административно- территориальное образование | Административный центр | Количество населённых пунктов | Население (чел.) | Площадь (км²) |
| - | -------------------------------------------- | ---------------------- | ----------------------------- | ---------------- | ------------- |
| 1 | рабочий поселок Сокольское                   | пгт Сокольское         | 1                             | ↘5923            | Н/Д           |
| 2 | Волжский сельсовет                           | деревня Пушкарёво      | 64                            | ↘2217            | Н/Д           |
| 3 | Лойминский сельсовет                         | деревня Георгиевское   | 115                           | ↘3006            | Н/Д           |
| 4 | Междуреченский сельсовет                     | пгт Сокольское         | 64                            | ↘2572            | Н/Д           |

История территориального устройства
К 2004 году район включал 14 административно-территориальных образований: 1 рабочий посёлок (райцентр) и 13 сельсоветов. С 2004 до 2010 гг., в рамках организации местного самоуправления, в состав одноимённого муниципального района входили 14 муниципальных образований, в том числе соответственно 1 городское поселение (рабочий посёлок Сокольское) и 13 сельских поселений. По результатам проведённого в марте 2009 года референдума по вопросу объединения сельских поселений с 1 января 2010 года из 13 сельских поселений было образовано 3 сельских поселения. Согласно Закону Нижегородской области от 11 августа 2009 года произведено объединение сельсоветов Сокольского района:
- Дмитриевский сельсовет, Летнебазовский сельсовет, Пелеговский сельсовет и Пушкаревский сельсовет объединены в Волжский сельсовет.
- Березовский сельсовет, Гарский сельсовет, Георгиевский сельсовет, Дресвищинский сельсовет и Заболотновский сельсовет объединены в Лойминский сельсовет.
- Кореневский сельсовет, Кузнецовский сельсовет, Мурзинский сельсовет и Пудовский сельсовет объединены в Междуреченский сельсовет.

Соответственно административно-территориальными образованиями остались 1 рабочий посёлок и 3 сельсовета.
Законом Нижегородской области от 2 июня 2014 года муниципальный район и все входившие в его состав муниципальные образования — городское и сельские поселения — были упразднены и объединены в городской округ Сокольский Нижегородской области.
Собственно Сокольский район с его сельсоветами не упразднён и продолжает оставаться административно-территориальным образованием Нижегородской области.

## Населённые пункты
В состав района (городского округа) входят 243 населённых пункта, в том числе посёлок городского типа (рабочий посёлок) и 242 сельских населённых пункта.
| №   | Населённый пункт | Тип             | Население | Административно- территориальное образование |
| --- | ---------------- | --------------- | --------- | -------------------------------------------- |
| 1   | Сокольское       | рабочий посёлок | ↘5923     | рабочий поселок Сокольское                   |
| 2   | Абакумово        | деревня         | ↘9        | Лойминский сельсовет                         |
| 3   | Абрашкино        | деревня         | ↘14       | Междуреченский сельсовет                     |
| 4   | Аверино          | деревня         | ↘8        | Лойминский сельсовет                         |
| 5   | Аксеново         | деревня         | ↘8        | Лойминский сельсовет                         |
| 6   | Андреевка        | деревня         | ↘5        | Лойминский сельсовет                         |
| 7   | Афонино          | деревня         | ↗6        | Лойминский сельсовет                         |
| 8   | Бабье            | деревня         | ↘5        | Лойминский сельсовет                         |
| 9   | Баево            | деревня         | ↘14       | Волжский сельсовет                           |
| 10  | Балуево          | деревня         | ↘0        | Лойминский сельсовет                         |
| 11  | Бардино          | деревня         | ▬3        | Междуреченский сельсовет                     |
| 12  | Белоусово        | деревня         | ↘0        | Междуреченский сельсовет                     |
| 13  | Белынь           | деревня         | ↘10       | Лойминский сельсовет                         |
| 14  | Беляевка         | деревня         | ↘6        | Лойминский сельсовет                         |
| 15  | Беляево          | деревня         | ↘32       | Лойминский сельсовет                         |
| 16  | Беляиха          | деревня         | ↗2        | Лойминский сельсовет                         |
| 17  | Беляйцево        | деревня         | ▬0        | Лойминский сельсовет                         |
| 18  | Берёзово         | деревня         | ↘251      | Лойминский сельсовет                         |
| 19  | Бессоново        | деревня         | ↘4        | Лойминский сельсовет                         |
| 20  | Блудово          | деревня         | ↗82       | Волжский сельсовет                           |
| 21  | Богданово        | деревня         | ▬0        | Волжский сельсовет                           |
| 22  | Богданово        | деревня         | ▬0        | Лойминский сельсовет                         |
| 23  | Богданово        | деревня         | ↘4        | Междуреченский сельсовет                     |
| 24  | Богословка       | деревня         | ↘7        | Волжский сельсовет                           |
| 25  | Боженки          | деревня         | ↗8        | Лойминский сельсовет                         |
| 26  | Болваницы        | деревня         | ↘3        | Лойминский сельсовет                         |
| 27  | Болотково        | деревня         | ▬0        | Лойминский сельсовет                         |
| 28  | Боровково        | деревня         | ↘4        | Лойминский сельсовет                         |
| 29  | Боталово         | деревня         | ↘232      | Лойминский сельсовет                         |
| 30  | Бочажное         | деревня         | ↘3        | Волжский сельсовет                           |
| 31  | Бочкари          | деревня         | ↘0        | Лойминский сельсовет                         |
| 32  | Бочкари          | село            | ↘0        | Лойминский сельсовет                         |
| 33  | Боярское         | деревня         | ↘4        | Лойминский сельсовет                         |
| 34  | Бунегино         | деревня         | ▬0        | Междуреченский сельсовет                     |
| 35  | Бурмакино        | деревня         | ▬2        | Лойминский сельсовет                         |
| 36  | Быково           | деревня         | ↘0        | Лойминский сельсовет                         |
| 37  | Быково           | село            | ▬0        | Лойминский сельсовет                         |
| 38  | Валгусово        | деревня         | ↘24       | Междуреченский сельсовет                     |
| 39  | Валовский Хутор  | посёлок         | ▬0        | Волжский сельсовет                           |
| 40  | Ведерница        | деревня         | ↘157      | Волжский сельсовет                           |
| 41  | Векшино          | деревня         | ▬0        | Лойминский сельсовет                         |
| 42  | Вилеж            | деревня         | ↘146      | Волжский сельсовет                           |
| 43  | Волково          | деревня         | ↗20       | Междуреченский сельсовет                     |
| 44  | Воскресенье      | село            | ↗9        | Лойминский сельсовет                         |
| 45  | Выделка          | деревня         | ↘0        | Волжский сельсовет                           |
| 46  | Выделка          | деревня         | ↘100      | Лойминский сельсовет                         |
| 47  | Высоково         | деревня         | ↘11       | Междуреченский сельсовет                     |
| 48  | Вязовики         | деревня         | ↘21       | Лойминский сельсовет                         |
| 49  | Галицкая         | деревня         | ↘4        | Лойминский сельсовет                         |
| 50  | Галкино          | деревня         | ↘7        | Волжский сельсовет                           |
| 51  | Ганино           | деревня         | ↗27       | Лойминский сельсовет                         |
| 52  | Гари             | село            | ↘305      | Лойминский сельсовет                         |
| 53  | Георгиевское     | село            | ↗285      | Лойминский сельсовет                         |
| 54  | Герасимово       | деревня         | ↘6        | Лойминский сельсовет                         |
| 55  | Германиха        | деревня         | ↗7        | Лойминский сельсовет                         |
| 56  | Гоголино         | деревня         | ↘3        | Междуреченский сельсовет                     |
| 57  | Голосово         | деревня         | ↘8        | Лойминский сельсовет                         |
| 58  | Горохово         | деревня         | ↘8        | Лойминский сельсовет                         |
| 59  | Горшки           | деревня         | ↘0        | Лойминский сельсовет                         |
| 60  | Гузолово         | деревня         | ↘7        | Лойминский сельсовет                         |
| 61  | Данильчик        | деревня         | ↘3        | Волжский сельсовет                           |
| 62  | Дейцево          | деревня         | ↘1        | Лойминский сельсовет                         |
| 63  | Демаки           | деревня         | ↘7        | Лойминский сельсовет                         |
| 64  | Деушиха          | деревня         | ↘7        | Лойминский сельсовет                         |
| 65  | Дмитриевское     | село            | ↘7        | Волжский сельсовет                           |
| 66  | Добрыниха        | деревня         | ↘2        | Междуреченский сельсовет                     |
| 67  | Долганово        | деревня         | ▬0        | Лойминский сельсовет                         |
| 68  | Дорофеево        | село            | ↗277      | Междуреченский сельсовет                     |
| 69  | Дресвищи         | деревня         | ↘300      | Лойминский сельсовет                         |
| 70  | Дрябино          | деревня         | ↘3        | Лойминский сельсовет                         |
| 71  | Дрямово          | деревня         | ▬0        | Волжский сельсовет                           |
| 72  | Дудкино          | деревня         | ↘0        | Междуреченский сельсовет                     |
| 73  | Дупленки         | деревня         | ↘5        | Волжский сельсовет                           |
| 74  | Еголево          | деревня         | ↗3        | Лойминский сельсовет                         |
| 75  | Ежово            | деревня         | ↘50       | Междуреченский сельсовет                     |
| 76  | Жабье            | деревня         | ↘0        | Волжский сельсовет                           |
| 77  | Жгилево          | деревня         | ↘1        | Междуреченский сельсовет                     |
| 78  | Желваково        | деревня         | ↗5        | Междуреченский сельсовет                     |
| 79  | Желудиха         | деревня         | ↘3        | Лойминский сельсовет                         |
| 80  | Жиделиха         | деревня         | ↘0        | Лойминский сельсовет                         |
| 81  | Жуково           | деревня         | ↘30       | Волжский сельсовет                           |
| 82  | Заболотное       | деревня         | ↗289      | Лойминский сельсовет                         |
| 83  | Запашка          | посёлок         | ↘167      | Междуреченский сельсовет                     |
| 84  | Заполенка        | деревня         | ↘25       | Междуреченский сельсовет                     |
| 85  | Затвердяево      | деревня         | ↗4        | Лойминский сельсовет                         |
| 86  | Захарово         | деревня         | ↘10       | Волжский сельсовет                           |
| 87  | Зубариха         | деревня         | ▬0        | Лойминский сельсовет                         |
| 88  | Зубово           | деревня         | ↘6        | Лойминский сельсовет                         |
| 89  | Иваньково        | деревня         | ▬3        | Междуреченский сельсовет                     |
| 90  | Игумново         | деревня         | ↘0        | Междуреченский сельсовет                     |
| 91  | Ильинка          | деревня         | ↗2        | Волжский сельсовет                           |
| 92  | Ильинка          | посёлок         | ↘0        | Волжский сельсовет                           |
| 93  | Ильино           | деревня         | ↗3        | Волжский сельсовет                           |
| 94  | Ильинское        | деревня         | ▬0        | Лойминский сельсовет                         |
| 95  | Исаково          | деревня         | ↘1        | Лойминский сельсовет                         |
| 96  | Каверзино        | деревня         | ↘0        | Междуреченский сельсовет                     |
| 97  | Каргино          | деревня         | ↘32       | Междуреченский сельсовет                     |
| 98  | Килешино         | деревня         | ↘0        | Волжский сельсовет                           |
| 99  | Ковернино        | деревня         | ↗14       | Лойминский сельсовет                         |
| 100 | Ковригино        | деревня         | ↘84       | Волжский сельсовет                           |
| 101 | Козлово          | деревня         | ▬5        | Волжский сельсовет                           |
| 102 | Кокорино         | деревня         | ↘7        | Лойминский сельсовет                         |
| 103 | Колобовка        | деревня         | ↘0        | Лойминский сельсовет                         |
| 104 | Коперино         | деревня         | ↘11       | Волжский сельсовет                           |
| 105 | Копытово         | деревня         | ↘1        | Лойминский сельсовет                         |
| 106 | Коренево         | деревня         | ↗174      | Междуреченский сельсовет                     |
| 107 | Корноухово       | деревня         | ↘13       | Лойминский сельсовет                         |
| 108 | Коровино         | деревня         | ↘0        | Лойминский сельсовет                         |
| 109 | Корчагово        | деревня         | ↘0        | Волжский сельсовет                           |
| 110 | Коряковец        | деревня         | ↘8        | Междуреченский сельсовет                     |
| 111 | Косоурка         | деревня         | ↘23       | Лойминский сельсовет                         |
| 112 | Костериха        | деревня         | ▬12       | Лойминский сельсовет                         |
| 113 | Костино          | деревня         | ▬0        | Междуреченский сельсовет                     |
| 114 | Кострово         | деревня         | ↘3        | Лойминский сельсовет                         |
| 115 | Кошкино          | деревня         | ↘11       | Волжский сельсовет                           |
| 116 | Красный Бор      | деревня         | ▬0        | Междуреченский сельсовет                     |
| 117 | Кривово          | деревня         | ↘0        | Междуреченский сельсовет                     |
| 118 | Кропотово        | деревня         | ↗9        | Междуреченский сельсовет                     |
| 119 | Круты            | деревня         | ↘55       | Лойминский сельсовет                         |
| 120 | Кудрино          | деревня         | ↘139      | Волжский сельсовет                           |
| 121 | Кужемячиха       | деревня         | ▬0        | Лойминский сельсовет                         |
| 122 | Кузино           | деревня         | ↘29       | Лойминский сельсовет                         |
| 123 | Кузнецово        | деревня         | ↘243      | Междуреченский сельсовет                     |
| 124 | Куртюга          | посёлок         | ↘127      | Волжский сельсовет                           |
| 125 | Левино           | деревня         | ↘10       | Волжский сельсовет                           |
| 126 | Лесной           | посёлок         | ↘90       | Междуреченский сельсовет                     |
| 127 | Летняя База      | посёлок         | ↘379      | Волжский сельсовет                           |
| 128 | Ловыгино         | деревня         | ↘106      | Лойминский сельсовет                         |
| 129 | Ломня            | деревня         | ↘11       | Волжский сельсовет                           |
| 130 | Лысеево          | деревня         | ▬0        | Лойминский сельсовет                         |
| 131 | Лягайцево        | деревня         | ▬0        | Лойминский сельсовет                         |
| 132 | Макарово         | деревня         | ↘5        | Лойминский сельсовет                         |
| 133 | Малое Сокольское | деревня         | ↗158      | Междуреченский сельсовет                     |
| 134 | Мамонтово        | село            | ↘107      | Междуреченский сельсовет                     |
| 135 | Маракушино       | деревня         | ↘2        | Лойминский сельсовет                         |
| 136 | Мармыжево        | деревня         | ↘7        | Лойминский сельсовет                         |
| 137 | Меленки          | деревня         | ↘0        | Лойминский сельсовет                         |
| 138 | Мизгирево        | деревня         | ↘9        | Волжский сельсовет                           |
| 139 | Миленки          | деревня         | ▬0        | Междуреченский сельсовет                     |
| 140 | Миленочки        | деревня         | ↘0        | Волжский сельсовет                           |
| 141 | Митинская        | деревня         | ↘6        | Лойминский сельсовет                         |
| 142 | Митронино        | деревня         | ↘6        | Междуреченский сельсовет                     |
| 143 | Молчаново        | деревня         | ↘129      | Лойминский сельсовет                         |
| 144 | Морозово         | деревня         | ↘1        | Волжский сельсовет                           |
| 145 | Мостовка         | деревня         | ↘8        | Волжский сельсовет                           |
| 146 | Мостовка         | деревня         | ↗1        | Лойминский сельсовет                         |
| 147 | Мурзино          | деревня         | ↘387      | Междуреченский сельсовет                     |
| 148 | Мутовкино        | деревня         | ↘24       | Лойминский сельсовет                         |
| 149 | Наседкино        | деревня         | ▬14       | Междуреченский сельсовет                     |
| 150 | Настасьино       | деревня         | ↘23       | Волжский сельсовет                           |
| 151 | Никольское       | деревня         | ↘185      | Лойминский сельсовет                         |
| 152 | Новая Шомохта    | посёлок         | ↗54       | Волжский сельсовет                           |
| 153 | Новые Короли     | деревня         | ▬1        | Волжский сельсовет                           |
| 154 | Овсяники         | деревня         | ↘2        | Лойминский сельсовет                         |
| 155 | Оловягино        | деревня         | ↘6        | Междуреченский сельсовет                     |
| 156 | Осинки           | деревня         | ↘2        | Междуреченский сельсовет                     |
| 157 | Парниково        | деревня         | ↘1        | Лойминский сельсовет                         |
| 158 | Пелегово         | село            | ↘298      | Волжский сельсовет                           |
| 159 | Перевесное       | деревня         | ↘3        | Лойминский сельсовет                         |
| 160 | Пестово          | деревня         | ▬0        | Лойминский сельсовет                         |
| 161 | Покров-Валы      | село            | ↗11       | Волжский сельсовет                           |
| 162 | Поплевино        | деревня         | ↗4        | Лойминский сельсовет                         |
| 163 | Попово           | деревня         | ↘5        | Междуреченский сельсовет                     |
| 164 | Порботное        | деревня         | ↗14       | Междуреченский сельсовет                     |
| 165 | Потахино         | деревня         | ↘11       | Волжский сельсовет                           |
| 166 | Починок          | деревня         | ▬0        | Волжский сельсовет                           |
| 167 | Притыкино        | деревня         | ▬0        | Волжский сельсовет                           |
| 168 | Прудовка         | деревня         | ▬0        | Междуреченский сельсовет                     |
| 169 | Пудово           | деревня         | ↗280      | Междуреченский сельсовет                     |
| 170 | Пушкарево        | деревня         | ↘257      | Волжский сельсовет                           |
| 171 | Пылайкино        | деревня         | ↗8        | Междуреченский сельсовет                     |
| 172 | Рамешки          | деревня         | ↗9        | Лойминский сельсовет                         |
| 173 | Реброво          | деревня         | ↘2        | Междуреченский сельсовет                     |
| 174 | Резаново         | деревня         | ↘0        | Лойминский сельсовет                         |
| 175 | Решетники        | деревня         | ▬17       | Лойминский сельсовет                         |
| 176 | Родинка          | деревня         | ↘34       | Волжский сельсовет                           |
| 177 | Рошвенская       | деревня         | ↘1        | Волжский сельсовет                           |
| 178 | Рыжково          | деревня         | ↘15       | Волжский сельсовет                           |
| 179 | Рябинки          | деревня         | ↘3        | Междуреченский сельсовет                     |
| 180 | Ряполиха         | деревня         | ▬0        | Лойминский сельсовет                         |
| 181 | Сафониха         | деревня         | ↘13       | Междуреченский сельсовет                     |
| 182 | Свищево          | деревня         | ↘0        | Волжский сельсовет                           |
| 183 | Сельское         | деревня         | ▬0        | Лойминский сельсовет                         |
| 184 | Селянцево        | деревня         | ↘79       | Волжский сельсовет                           |
| 185 | Сенники          | деревня         | ↘3        | Лойминский сельсовет                         |
| 186 | Сенькино         | деревня         | ▬0        | Волжский сельсовет                           |
| 187 | Сидорово         | деревня         | ↘29       | Лойминский сельсовет                         |
| 188 | Синобрилово      | деревня         | ▬0        | Междуреченский сельсовет                     |
| 189 | Слободки         | деревня         | ↘215      | Междуреченский сельсовет                     |
| 190 | Соболево         | деревня         | ↘57       | Волжский сельсовет                           |
| 191 | Содомово         | деревня         | ↘13       | Волжский сельсовет                           |
| 192 | Содомово         | деревня         | ▬0        | Лойминский сельсовет                         |
| 193 | Соличное         | деревня         | ↘1        | Лойминский сельсовет                         |
| 194 | Солищи           | деревня         | ↘12       | Междуреченский сельсовет                     |
| 195 | Солунино         | деревня         | ▬0        | Лойминский сельсовет                         |
| 196 | Софронова Пожня  | посёлок         | ▬0        | Волжский сельсовет                           |
| 197 | Старцево         | деревня         | ▬0        | Лойминский сельсовет                         |
| 198 | Стрелка          | деревня         | ▬0        | Лойминский сельсовет                         |
| 199 | Стрелка          | село            | ↘0        | Лойминский сельсовет                         |
| 200 | Тараканово       | деревня         | ↘33       | Междуреченский сельсовет                     |
| 201 | Таратыщево       | деревня         | ↘34       | Лойминский сельсовет                         |
| 202 | Теленково        | деревня         | ↗13       | Междуреченский сельсовет                     |
| 203 | Тренино          | деревня         | ↘0        | Лойминский сельсовет                         |
| 204 | Трушино          | деревня         | ↘0        | Междуреченский сельсовет                     |
| 205 | Тюрино           | деревня         | ↘8        | Междуреченский сельсовет                     |
| 206 | Уланово          | деревня         | ↘1        | Волжский сельсовет                           |
| 207 | Ушибиха          | деревня         | ↘5        | Лойминский сельсовет                         |
| 208 | Фатеево          | деревня         | ↘115      | Лойминский сельсовет                         |
| 209 | Федорово         | деревня         | ↘5        | Лойминский сельсовет                         |
| 210 | Фефелиха         | деревня         | ↘4        | Лойминский сельсовет                         |
| 211 | Филино           | деревня         | ↗4        | Волжский сельсовет                           |
| 212 | Хапаево          | деревня         | ▬0        | Междуреченский сельсовет                     |
| 213 | Хмелевка         | деревня         | ↘24       | Лойминский сельсовет                         |
| 214 | Хмельничное      | деревня         | ↗16       | Междуреченский сельсовет                     |
| 215 | Хойлово          | деревня         | ↘3        | Лойминский сельсовет                         |
| 216 | Хухарево         | деревня         | ▬0        | Лойминский сельсовет                         |
| 217 | Цыкино           | село            | ▬20       | Волжский сельсовет                           |
| 218 | Чакрыгино        | деревня         | ↘11       | Волжский сельсовет                           |
| 219 | Черепаново       | деревня         | ▬0        | Волжский сельсовет                           |
| 220 | Чечетки          | деревня         | ↘9        | Лойминский сельсовет                         |
| 221 | Чибисово         | деревня         | ↘3        | Междуреченский сельсовет                     |
| 222 | Чубариха         | деревня         | ↘25       | Междуреченский сельсовет                     |
| 223 | Шамино           | деревня         | ↗26       | Междуреченский сельсовет                     |
| 224 | Шевелёво         | деревня         | ↘27       | Междуреченский сельсовет                     |
| 225 | Шелухино         | деревня         | ↘1        | Волжский сельсовет                           |
| 226 | Шероново         | деревня         | ↘6        | Междуреченский сельсовет                     |
| 227 | Шилыхово         | деревня         | ▬0        | Лойминский сельсовет                         |
| 228 | Ширмакша         | деревня         | ↘77       | Лойминский сельсовет                         |
| 229 | Шишово           | деревня         | ↘3        | Волжский сельсовет                           |
| 230 | Шкулево          | деревня         | ↘5        | Лойминский сельсовет                         |
| 231 | Шумилово         | деревня         | ↘12       | Междуреченский сельсовет                     |
| 232 | Шумкино          | деревня         | ↘0        | Междуреченский сельсовет                     |
| 233 | Шуравино         | деревня         | ↘1        | Междуреченский сельсовет                     |
| 234 | Щипакино         | деревня         | ↘3        | Лойминский сельсовет                         |
| 235 | Щипаново         | деревня         | ↘0        | Лойминский сельсовет                         |
| 236 | Юркино           | деревня         | ↘5        | Междуреченский сельсовет                     |
| 237 | Юрково           | деревня         | ▬2        | Волжский сельсовет                           |
| 238 | Яблонное         | деревня         | ↘12       | Волжский сельсовет                           |
| 239 | Якунино          | деревня         | ↘18       | Волжский сельсовет                           |
| 240 | Якунькино        | деревня         | ▬0        | Лойминский сельсовет                         |
| 241 | Ямное            | деревня         | ↘0        | Лойминский сельсовет                         |
| 242 | Яндовищи         | деревня         | ↘21       | Лойминский сельсовет                         |
| 243 | Ятово            | деревня         | ↗20       | Волжский сельсовет                           |

## Структура земельного фонда
В Сокольском районе преобладают дерново-подзолистые почвы. Дерново-подзолистые почвы имеют кислую реакцию среды, довольно высокую гидролитическую и обменную кислотность, низкую насыщенность основаниями. Для борьбы с кислой реакцией широко используется добавление в почву углекислой извести. Большое значение имеет применение азотных и фосфорных, а местами — калийных удобрений.
| № п/п | Наименование земель                                        | Всего, га | В % к общей площади |
| ----- | ---------------------------------------------------------- | --------- | ------------------- |
| 1     | Пашня                                                      | 40 943    | 20                  |
| 2     | Многолетние насаждения                                     | 211       | 0,1                 |
| 3     | Сенокосы                                                   | 5842      | 2,8                 |
| 4     | Пастбища                                                   | 5848      | 2,8                 |
| 5     | Итого сельхозугодий                                        | 52 844    | 25,8                |
| 6     | Коллективное и индивидуальное садоводство и огородничество | 108       | 0,1                 |
| 7     | Земли личных подсобных хозяйств                            | 4152      | 2,0                 |
| 8     | Леса                                                       | 109147    | 53,2                |
| 9     | Кустарники                                                 | 196       | 0,1                 |
| 10    | Болота                                                     | 2516      | 1,2                 |
| 11    | Под водой                                                  | 30 605    | 14,9                |
| 12    | Земли, находящиеся в стадии мелиоративного строительства   | 19        | 0,01                |
| 13    | Площади, улицы, переулки, дороги                           | 2623      | 1,3                 |
| 14    | Под строениями                                             | 1976      | 1,0                 |
| 15    | Нарушенные земли                                           | -         | -                   |
| 16    | Прочие                                                     | 1002      | 0,5                 |
|       | ВСЕГО                                                      | 205 188   | 100,0               |

## Ресурсный потенциал

### Карбонатные породы на известковую муку, щебень.
Бабьевское месторождение известняков расположено у сел Большого и Малого Бабьих на правом и левом берегах реки Лоймины. Средняя мощность полезной толщи до уровня грунтовых вод — 3,10 метров, полная мощность известняков достигает 47 метров. Периодически Бабьевское месторождение отрабатывалось для своих нужд. Перспектив выявления новых месторождений карбонатных пород на сегодняшний уровень изучения недр в районе нет.

### Формовочные пески
На территории района известны два месторождения (Сокольское-I и Сокольское-II) формовочных песков. Ориентировочные запасы Сокольского-1 месторождения на площади 30 гектаров — 900000 тонн. Ориентировочные запасы Сокольского-ll месторождения на площади 12,5 гектаров — 1048000 тонн.

### Песчано-гравийная смесь
На территории района известны два месторождения песчано-гравийного материала — Кудринское и Ямновское. Полезная толща представлена разнозернистыми кварцевыми песками с беспорядочным содержанием в них гравия и валунов.

### Пески строительные
Пески, пригодные для использования в различных строительных целях, широко развиты на территории района. Известны оценённые два мелких месторождения — Сафронова Пожня-l и Сафронова Пожня-ll на севере района. Пески этих месторождений пригодны для устройства оснований и одежд автомобильных дорог, асфальтных смесей, штукатурных растворов и др. На площади Сокольского района добыча строительных песков ведется на неразведанных, даже неоцененных залежах.

### Глины кирпичные
На территории района известны месторождения кирпичных глин: Кореневское и Чибисовское месторождения, расположенные в 12-15 км северо-восточнее пгт. Сокольского. Первое из них почти отработано, а второе с балансовыми запасами 166000 кубических метров не эксплуатируется из-за низкого качества сырья. Афонинское месторождение расположено на расстоянии 11,6 километра юго-восточнее пгт. Сокольского. Суглинки пригодны для производства кирпича марки «75» и «100».

### Торф
На территории Сокольского района развиты месторождения торфов верхового, низинного и переходного типов. Торфяники, как правило, небольшого размера и характеризуются высокой зольностью. Разрабатываются сельхозпредприятиями для внесения на поля в качестве органического удобрения.

### Растительные и животные ресурсы
Естественный растительный покров района составляют леса, луга, болотная, и водная растительность.
Лес — основной тип растительности. Лесами занято 52 % общей площади района. наибольшую площадь занимают сосновые и сосново-лиственные леса. В лесах района встречаются разнообразные ягоды: земляника, малина, смородина чёрная, клюква, голубика, черника и др. Из лекарственных растений в районе произрастают зверобой продырявленный, ландыш майский, валериана, папоротник мужской, горец змеиный и др. В лесах района встречаются: белка обыкновенная, лисица обыкновенная, куница лесная, заяц-беляк, лось. Реже встречаются: медведь, волк, рысь. Из птиц в районе обитают кряква, свиязь, ястреб-перепелятник, тетерев, рябчик, кукушка, галка, синицы, чиж. Основные промысловые виды рыб: лещ, плотва, щука, густера, судак. Лещ и плотва составляют 70 % всего улова.
Общая площадь лесов Сокольского района составляет 109400 гектар. Лесистость района (отношение площади лесных земель к площади территории района) составляет 53 %.
Размещение лесных массивов весьма неравномерно. Северная часть территории района представлена сплошными лесными массивами, южная часть — небольшими лесными участками.
На леса I группы приходится 19 % площади лесных земель, на леса II группы — 76,8 %.
Максимальную долю в покрытой лесом площади занимают сосновые насаждения.
Запас древесины в лесах Сокольского района оценивается в 17 700 000 м³, из которых 83,5 % приходится на хвойные породы.
Ежегодный объём пользования от всех видов рубок леса в среднем около 165 000 м³.
Значение лесов в экономике района разнообразное. Они играют главную роль в обеспечении района древесиной, особенно деловой, строительных и деревообрабатывающих предприятий, находящихся на территории района, снабжают древесиной местное население.
Заготовкой и переработкой древесины в районе занимаются предприятия всех форм собственности и предприниматели без образования юридического лица. К наиболее крупным из них можно отнести: ООО «Тайга», ООО «Лесхоз», Волжский опытный лесхоз, ООО «Возрождение», Сокольский лесопункт ООО «Суроватихинский ЛПК».
Деревообрабатывающая промышленность занимается в основном первичной переработкой древесины.

## Промышленность
Промышленность района представлена 9 предприятиями:
- МУП «Сокольская типография» — полиграфическая продукция;
- ОАО «Сокольская судоверфь» — судоремонт и судостроение, производство столярных изделий, пиломатериалов, металлоконструкций;
- ОАО «Сокольский молокозавод» — молочная продукция;
- Филиал Сокольского райпотребсоюза «Хлебокомбинат» — производство хлебобулочных изделий;
- ООО «Тайга» — производство срубов по норвежской и канадской технологиям;
- ООО «Сокольский промкомбинат» — постельное бельё, спецодежда, одеяла ватные, халаты;
- ООО «Возрождение» — заготовка древесины;
- ООО «Лесхоз» — производство пиломатериалов.

## Сельское хозяйство
Сельским хозяйством в районе занимаются 25 сельхозпредприятий, крестьянские (фермерские) хозяйства и домашние хозяйства. На сельхозпредприятиях занято около 1200 человек. Это 25 % общего числа занятых в экономике района.
Из 24 сельхозпредприятий два предприятия:
- СПК «Маяк»,
- СПК «Мир»

специализируются на производстве растениеводческой продукции.
Остальные:
- КСХП «Фатеевское»,
- КСХП «Гарское»,
- СПК «Первомайский»,
- СПК «Волга»,
- СПК «Трудовик»,
- СПК «Верный путь»,
- ОАО «Дружба»,
- ОАО «Русь»,
- ЗАО «Колос»
- ЗАО «Заря»,
- ТиВ «Кучин и К»,
- ООО «Вилежское»,
- ООО «Пелеговское»,
- ООО «Нива»,
- СПК имени Чапаева,
- ООО «Георгиевское»,
- СПК (колхоз) «Победа»,
- СПК «Кореневский»,
- СПК «Заболотновский»,
- СПК (колхоз) «Дресвищенский»,
- ЗАО «Агрофирма „Пушкарево“»,
- ЗАО «Агрофирма „Дорофеево“»

специализируются на производстве мясо-молочной продукции.

## Учреждения образования
Общеобразовательный комплекс Сокольского района включает в 11 начальных школ, 6 — основных и 8 средних, ПУ № 29, подростковый клуб, детско-юношескую спортивную школу, дом детского творчества. В 2001 г. в д. Дресвищах был открыт детский оздоровительный лагерь «Чайка». В Сокольской средней школе работают профильные классы. На базе ПУ-29 Нижегородский вечерний автомеханический техникум проводит обучение 2-х групп учащихся.

## Культура и спорт
В районе работают 26 клубных учреждения (в том числе 25 — в сельской местности), 25 библиотек (23 — в сельской местности) с книжным фондом 173 тыс. экземпляров различных печатных изданий, 10 стационарных киноустановок (9 — в сельской местности). В посёлке Сокольском населения обслуживают центр досуга и кино и Сокольский краеведческий музей, который был открыт 19 мая 1975 года. В настоящее время музей располагается в доме купца Цветкова на ул. Рабочая, 15.
В 2011 году в поселке был построен физкультурно-оздоровительный комплекс. В нём имеются ледовая арена, бассейн, спортивный и тренажерный залы, теннисная и бильярдная. Также имеются кинозал и кафе для отдыха посетителей.

## Лечебные учреждения
Медицина района представлена:
- Государственное бюджетное учреждение здравоохранения Нижегородской области "Сокольская центральная районная больница" (расположено по адресу: 606670, п. Сокольское, ул. Докучаева, 52);
- Линейная больница п. Сокольское — филиал государственного учреждения «Приволжский окружной медицинский центр Минздрава России» (специализация - стоматологические услуги, расположена по адресу: 606670, п. Сокольское, ул. Школьная, д. 31).

## Транспортные магистрали
В районе имеется разветвлённая сеть автомобильных дорог местного значения и водный путь по реке Волге. Железные дороги отсутствуют.
Автомобильные дороги района общего пользования с твердым покрытием — 350 километров.

## Знаменитые уроженцы
- Петров, Семён Иванович — Герой Советского Союза, родился в деревне Марковская Макарьевского уезда Костромской губернии (ныне Сокольского района Нижегородской области).
- Соколов, Александр Николаевич — Герой Советского Союза, родился в д. Коренево Сокольского района.
- Круглов Леонид Семёнович — Герой Советского Союза, родился в селе Жулиха ныне Сокольского района